# Санктум (фільм)
«Санктум» (від англ. sanctum — «Святилище») — американсько-австралійський драматичний екшн-трилер у форматі 3D режисера Алістера Грірсона. Одним з продюсерів та сценаристів виступив Джеймс Камерон. Фільм заснований на реальних подіях, що сталася з Ендрю Вайтом — співавтором сценарію. Одного разу Ендрю і ще 14 осіб займалися дайвінгом в печерах в пустелі Західної Австралії, у цей час вхід в їх печеру обвалився. Протягом двох днів Ендрю та інші дайвери шукали інший вихід. Після цієї події, яка ледь не стала трагічною, Ендрю захопився ідеєю зняти повнометражний фільм в якому б надзвичайно реалістично змальовувалися головні герої, їх переживання і шляхи поведінки в такій ситуації.

## Сюжет
Група дайверів робить дуже ризиковану експедицію в найбільшу систему печер на Землі — неймовірно красиву і майже недоступну. Несподіваний тропічний шторм змушує їх спуститися глибоко в печери. Єдиний порятунок для дослідників — знайти невідомий другий вихід до моря, долаючи шалену стихію бурхливих вод, підступні пастки підземель і смертельний жах…
Бос команди дайверів Френк Макгуайр досліджував печери Esa-ala в південній частині Тихого океану протягом декількох місяців. Раптове стихійне лихо призвело до повені і відрізало вихід на поверхню. Команда, що включає 17-річного Джоша — сина Френка, а також фінансиста Карла Хейлі, вимушена шукати інший шлях. Але для цього їм потрібно здолати підводний лабіринт. Скоро перед ними постає невблаганне питання: чи зуміють вони вижити або навіки згинуть в цій пастці?

## У фільмі знімались
- Річард Роксбург — Френк
- Йоан Гріффіт — Карл
- Еліс Паркінсон — Вікторія
- Різ Вейкфілд — Джош
- Деніел Віллі — Джордж
- Елісон Кретчлі — Джуді

## Цікавинки
- В процесі зйомок Джеймс Камерон виступав головним консультантом по технології 3D, а в самому фільмі використовувалася така ж техніка зйомки як і в «Аватарі».
- Частина зйомок відбувалась в Печері ластівок у Мексиці.
- Вірш, який декламує Френк (Ричард Роксбург) є першою строфою поеми англійського поета Семюела Тейлора Кольріджа «Кубла Хан або Видіння уві сні»: «В оазі Ксананду зеленій, Палац поставив Кубла Хан, Там води Альф струмить священні Через печери нескінченні В підземний темний океан». (1797 рік).